# János Greminger
János Greminger (nacido el 5 de mayo de 1929 en Szeged, Hungría) es un exjugador húngaro de baloncesto. Consiguió 2 medallas en competiciones internacionales con Hungría. En el Eurobasket de Hungría 1955, ganado por la selección húngara, fue nominado como jugador más valioso del campeonato.